# 이목항 (완도군)
이목항(梨木港)은 전라남도 완도군 노화읍 이목리에 있는 어항이다. 2009년 1월 12일 국가어항으로 지정되었다. 관리청은 해양수산부 서해어업관리단, 관리자는 완도군수이다.
이목항이 속한 노화도는 소안도, 보길도, 황간도, 자개도 등 50여 개의 작은 부속 섬으로 이뤄진 소안군도에 속한 섬이다. 노화도는 선사시대 때부터 사람이 거주한 것으로 전해지는 고인돌의 흔적이 남아 있지만, 조선시대 중기까지는 소금을 만든 것으로 전해지는 염등마을의 너른 갯벌에 자란 갈대밭에 갈대꽃이 만발했다해서 노화도라는 지명이 붙었다.

## 연혁
- 1978년 지방어항으로 지정되어 1992년 기본계획을 수립하고 1995년 정비계획을 수립하였다.
- 2009년 1월 12일 국가어항으로 승격되었고[2], 이후 기본설계 용역을 착수하였다.
- 2009년 7월 27일 전라남도지사는 지방어항으로 지정 관리중인 이목항이 국가어항으로 지정 고시됨에 따라 지방어항 해제를 고시하였다.[3]

## 어항구역
이목항의 어항구역은 다음과 같다.
- 수역[2]
  - 제1호 선착장 동측지점(N34°10'18", E126°34'46")에서 정남으로 서측으로 15°방향으로 250m, 이점에서 북서쪽 직각방향으로 1,200m 나아가 육지쪽 기점(N34°10'27", E126°34'01")을 연결한 선내의 공유수면
- 육역[4]
  - 완도군 노화읍 이포리 766-32 외 12필지 (세부내역 생략)

## 개발계획
- 농림수산식품부 서해어업관리단은 2012년 4월 이목항에 383억원을 투자해 대대적인 확장 및 정비사업을 추진한다고 발표하였다.[5]
- 2014년 12월 8일 해양수산부장관이 어촌어항법 제19조제6항 규정에 의거 이목항 어항개발계획을 고시하였다.
  - 방파제 56m, 방파호안 50m, 이안제 50m, 물양장 1,102m, 돌제 140m, 여객선선착장 40m, 선양장 30m, 부잔교 1식, 준설 1식, 부대공 1식.[6]

## 해상 교통
- 해남(갈두항) ↔ 노화도 간 차도선이 매일 15~20회 운항하고 있으며, 30여분이 소요된다.

## 특색
- 완도는 대한민국 전복 생산량의 80%를 차지하는 곳이다. 그중 노화도는 전복생산량의 50%에 육박한다. 노화도의 어디를 가더라도 바다를 가득 메운 전복양식장을 만날 수 있다. 이목항에 정박해 있는 어선들도 전복양식을 하는 배들이 대부분이다. 청산도, 소안도, 보길도 등 다도해 해상국립공원이 있어 노화도 주변바다는 청정해역일 뿐 아니라 산재한 섬들이 파도를 막아주기 때문에 노화도 앞 바다는 전복양식을 하는데 최적의 요건을 갖추고 있다.